# Almaraz de Duero
Almaraz de Duero – gmina w Hiszpanii, w prowincji Zamora, w Kastylii i León, o powierzchni 45,61 km². W 2011 roku gmina liczyła 405 mieszkańców.